# Elena Ubiyvovk
Elena «Lialia» Konstantínovna Ubiyvovk (en ruso: Еле́на (Ля́ля) Константи́новна Убийво́вк; Poltava, 22 de noviembre de 1918-Poltava, 26 de mayo de 1942) fue una partisana soviética y líder de una célula del Komsomol durante la Segunda Guerra Mundial. Se le concedió póstumamente el título de Heroína de la Unión Soviética el 8 de mayo de 1965, más de veinte años después de su muerte.

## Biografía

### Infancia y estudios
Elena Ubiyvovk nació el 22 de noviembre de 1918 en Poltava en la Gobernación de Poltava en esa época parte del llamado Estado ucraniano, en el seno de una familia ucraniana; su padre era médico. En 1937 se graduó de la escuela secundaria con honores. Luego se matriculó en el departamento de astronomía de la Universidad de Járkov, estudios que completó en 1941.

### Segunda Guerra Mundial
En noviembre de 1941, Ubiyvovk fundó una célula de resistencia clandestina del Komsomol que llegó a ser apodada «Las mujeres invictas de Poltava». Inicialmente, el grupo constaba de solo nueve miembros más ella misma, pero finalmente lograron reclutar a más personas hasta que la membresía del grupo llegó a contar con veinte personas, más Ubiyvovk y un corresponsal del periódico Krásnaya zvezdá (el periódico oficial del Ejército Rojo), el capitán Serguéi Sapigo. Inicialmente, el grupo comenzó sus actividades de resistencia, proporcionando alimentos y ropa de civil a los prisioneros de guerra soviéticos detenidos cerca de un hospital donde trabajaba uno de ellos, pero después de recibir dos radios de un destacamento partisano escondido en el bosque de Dikan, también comenzaron a brindar información transcrita de los podcasts. En los apenas seis meses de existencia del grupo, repartieron más de 2000 folletos contra el Eje, ayudaron a escapar a dieciocho prisioneros de guerra soviéticos, robaron armas de depósitos alemanes, incendiaron una oficina que contenía registros y listas de personas programadas para ser enviadas a Alemania para realizar trabajos forzados y ayudó a otras ciudades a establecer movimientos de resistencia. En una ocasión, los partisanos sabotearon el equipo en una instalación de reparación de tanques, lo que provocó que los tanques reparados allí se averiaran tan pronto como se volvieron a poner en servicio; también destruyeron una central eléctrica.
Finalmente, la unidad comenzó a fabricar equipos de radio para entrar en comunicación con el Ejército Rojo y realizar misiones de reconocimiento, pero un operativo que viajaba para enviar un informe al Ejército Rojo detallando sus actividades y la información que podían proporcionar, en el caso de que contaran con una comunicación regular. fue capturado. El operativo fue torturado y finalmente traicionó a los miembros del grupo, identificando a Ubiyvovk y Sapigo como individuos de interés. Pronto, todos los miembros de la célula de resistencia fueron arrestados e interrogados durante un período de tres semanas antes de que todos ellos fueran fusilados el 26 de mayo de 1942. Ubiyvovk había sido torturada e interrogada veintiséis veces antes de su ejecución y había enviado cartas solicitando veneno para poder suicidarse, si fuera necesario.

## Reconocimientos

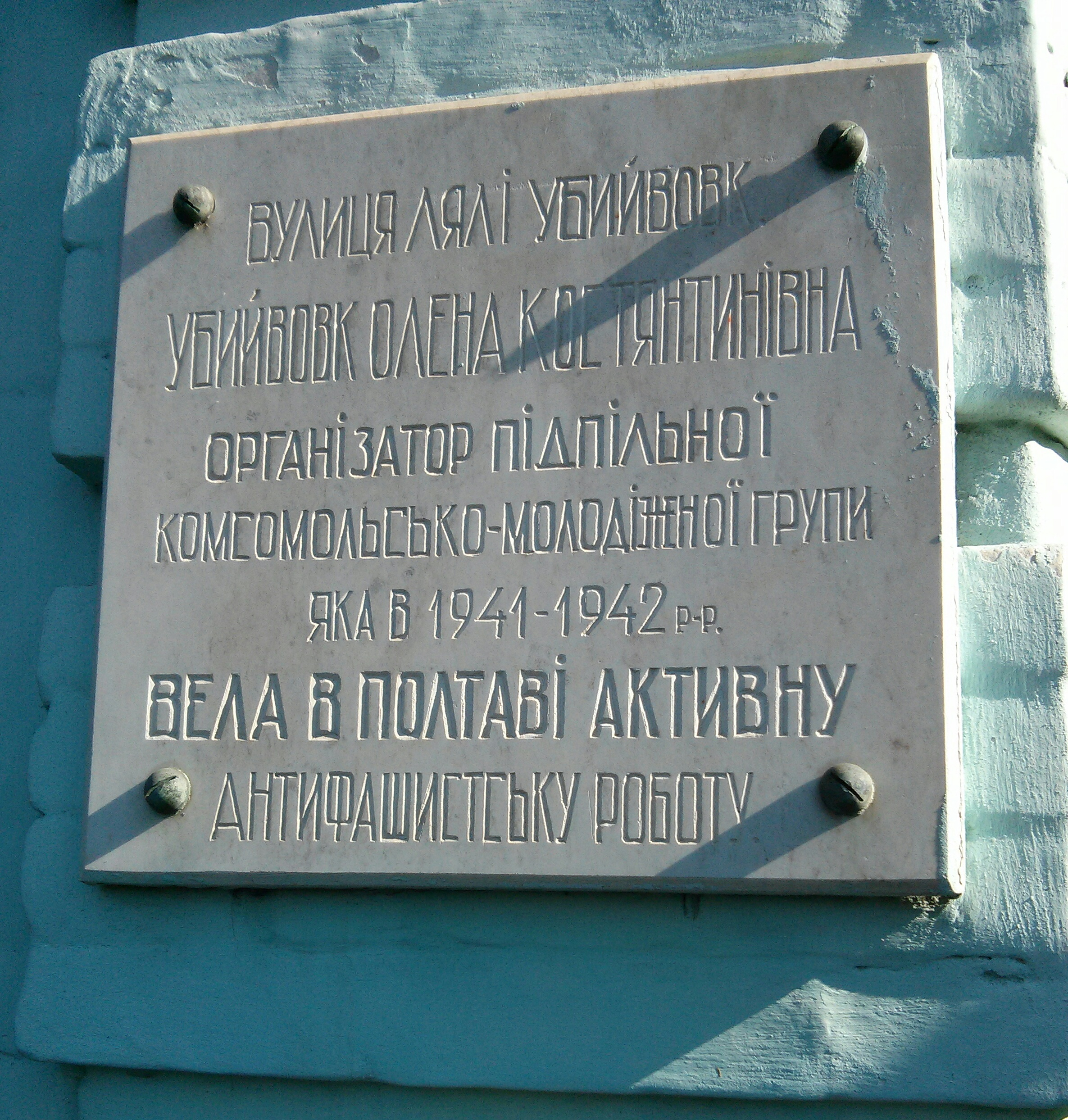
Placa conmemorativa en la calle Lialia Ubiyvovk, n.º 23 en Poltava (Ucrania)

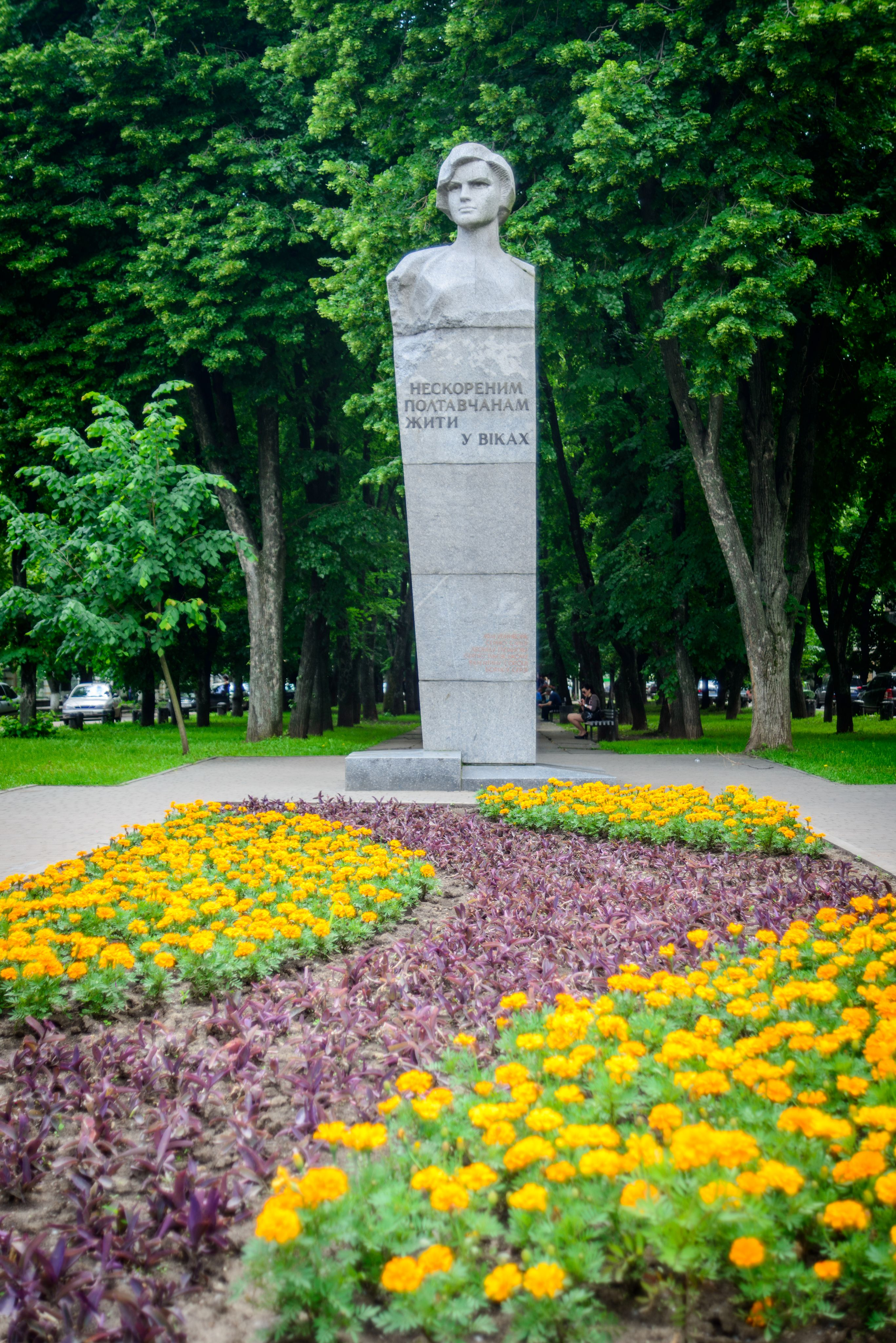
Monumento en honor a la «Mujer de Poltava invicta» en Poltava

- Por decreto del Presídium del Sóviet Supremo de la URSS del 8 de mayo de 1965, Elena Konstantínovna Ubiyvovk recibió póstumamente el título de Heroína de la Unión Soviética.[4]
- El 28 de octubre de 1967, se erigió un monumento en Poltava en honor a la «Mujer de Poltava invicta», se nombró una de las calles de la ciudad. En Járkov, una de las calles lleva el nombre de Lialia Ubiyvovk, previamente se instaló una placa conmemorativa, que posteriormente se perdió.[4]
- En 2013, se estableció el premio del Consejo Regional de Poltava que lleva el nombre de Lialia Ubiyvovk en honor al 95.º aniversario de su nacimiento y el 70.º aniversario de la liberación de la región de Poltava de los invasores nazis.[4]
- El 22 de noviembre de 2013, fueron entregados los primeros premios en la Escuela N.º 10 de Poltava. Uno de ellos fue el maestro de la escuela N.º 10 Antón Martinov por crear la primera película documental sobre la organización «Mujer Poltava Invicta» - «Jóvenes contra la guerra».

### Listas relacionadas
- Lista de heroínas de la Unión Soviética